# 375P/Hill
375P/Hill è una cometa periodica appartenente alla famiglia delle comete gioviane. La cometa è stata scoperta il 22 febbraio 2006 , in seguito sono state trovate immagini di prescoperta risalenti al 5 dicembre 2005 , la sua riscoperta il 10 ottobre 2018 ha permesso di numerarla .

## Orbita
L'attuale MOID col pianeta Giove è inferiore al limite esterno dei sistema dei satelliti galileiani, sistema compreso entro una sfera di 0,012585 ua centrata su Giove: questa ridottissima MOID con Giove comporta la possibilità di passaggi estremamente ravvicinati tra i due corpi con conseguenti cambiamenti, anche drastici, degli elementi orbitali attuali della cometa. Il 28 novembre 2069  i due corpi celesti passeranno a 0,276 ua di distanza.